# Vence
Vence (Occitaans: Vença; Italiaans: Venza) is een gemeente in het Franse departement Alpes-Maritimes (regio Provence-Alpes-Côte d'Azur). De plaats maakt deel uit van het arrondissement Grasse. Vence telde op 1 januari 2022 19.856 inwoners.

## Geografie
De oppervlakte van Vence bedroeg op 1 januari 2022 39,23 vierkante kilometer; de bevolkingsdichtheid was toen 506,1 inwoners per km².
De onderstaande kaart toont de ligging van Vence met de belangrijkste infrastructuur en aangrenzende gemeenten.

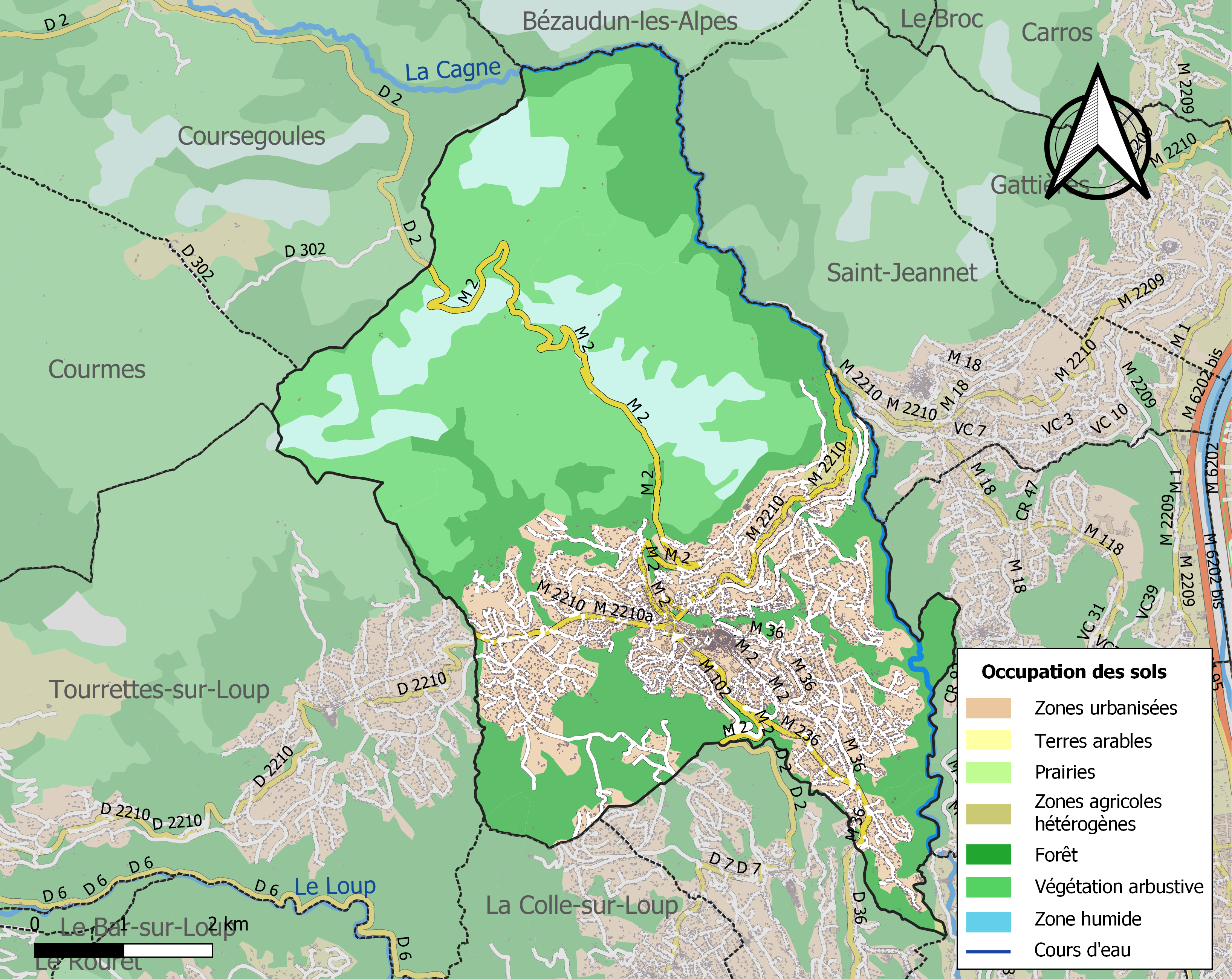

## Demografie
Onderstaande figuur toont het verloop van het inwonertal (bron: INSEE-tellingen).
Vanwege een beveiligingsprobleem met de MediaWiki Graph-software is het momenteel niet mogelijk deze grafiek weer te geven. Zodra de software is bijgewerkt zal de grafiek vanzelf weer zichtbaar worden.

## Bezienswaardigheden
- Romaanse kathedraal uit de 11de eeuw met Romeinse fundamenten
- de door Henri Matisse geschilderde Kloosterkapel der Dominicanen, de Chapelle du Rosaire (Rozenkranskapel)

## Galerij

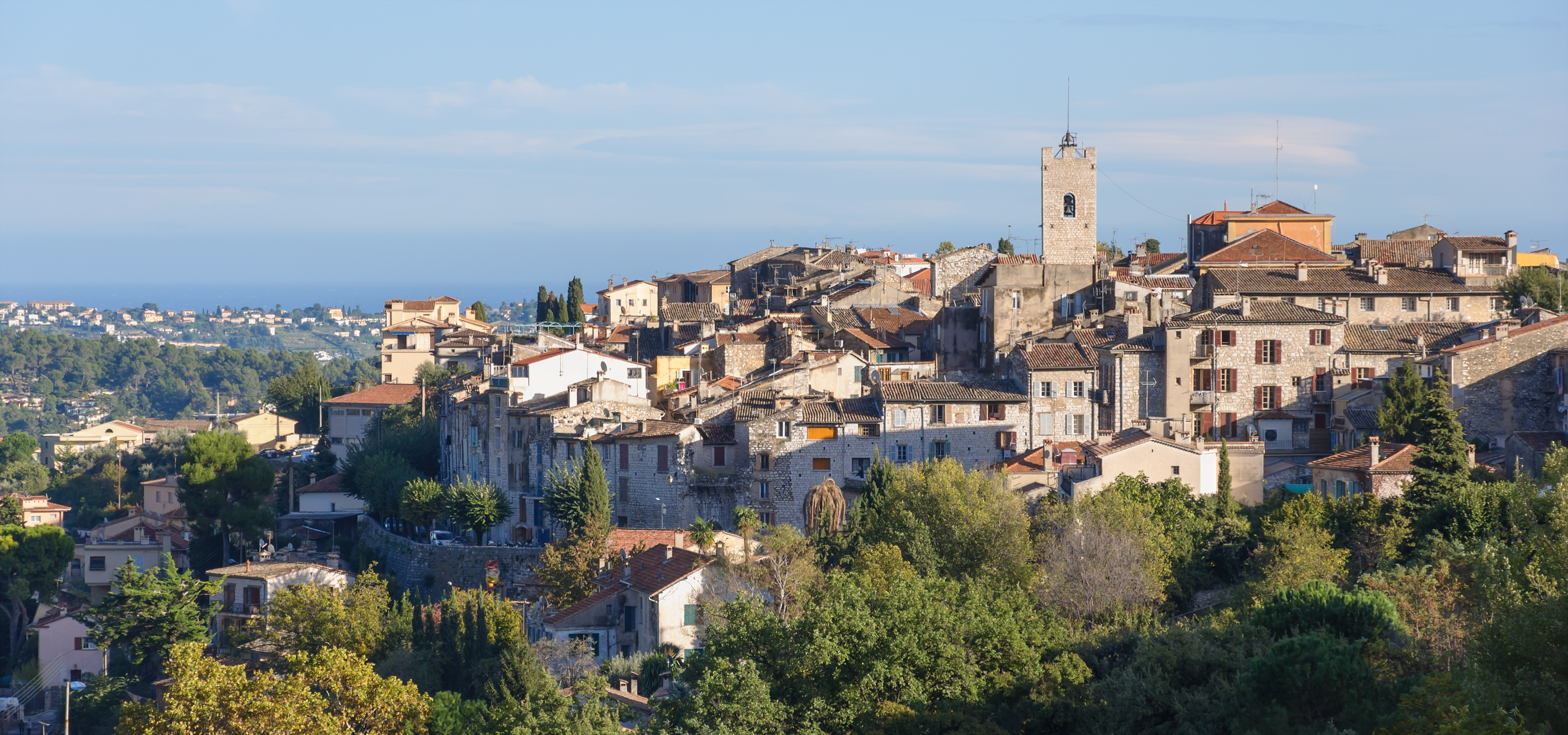
Vence
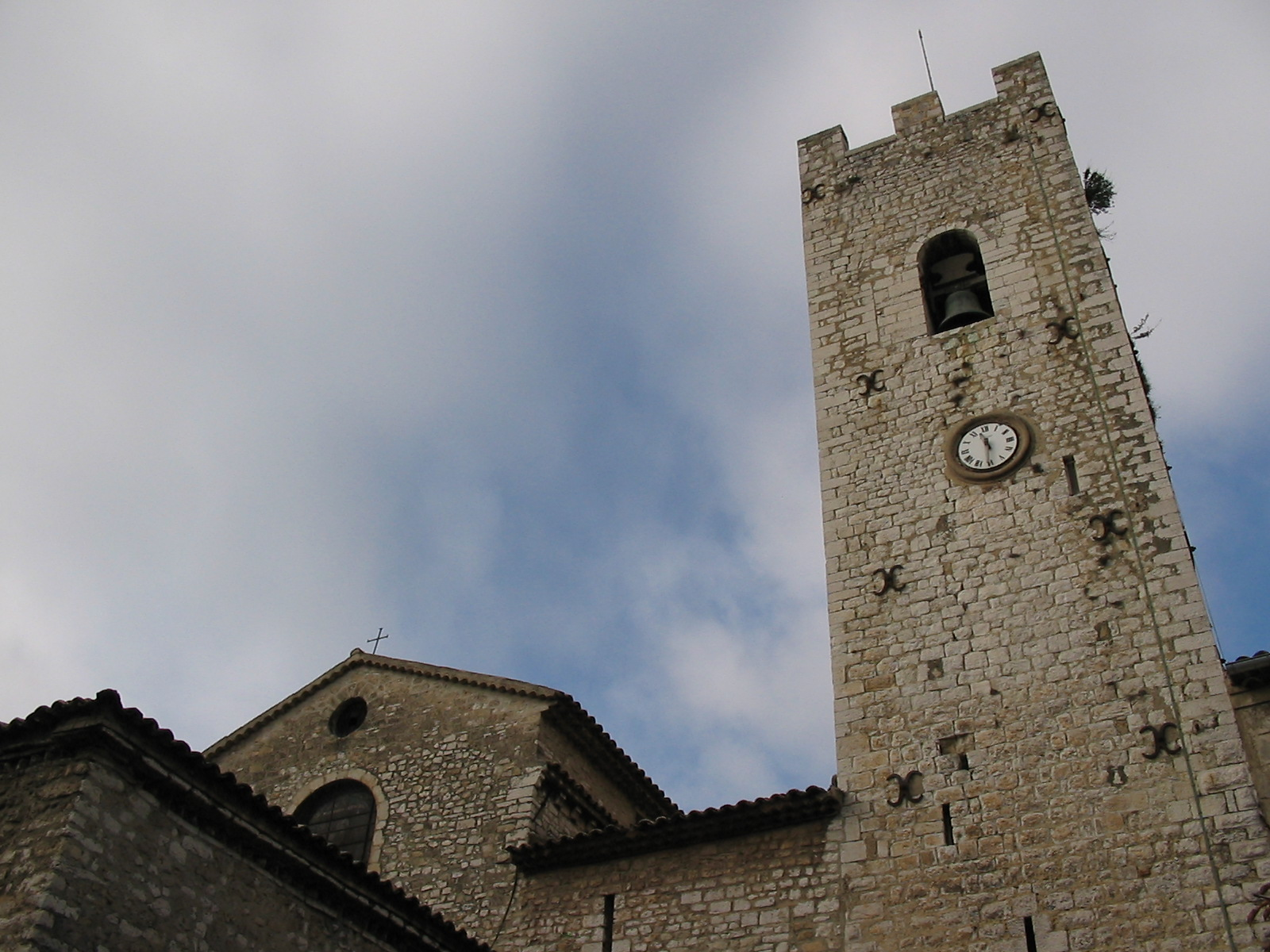
Kathedraal Nativité-de-Marie in Vence
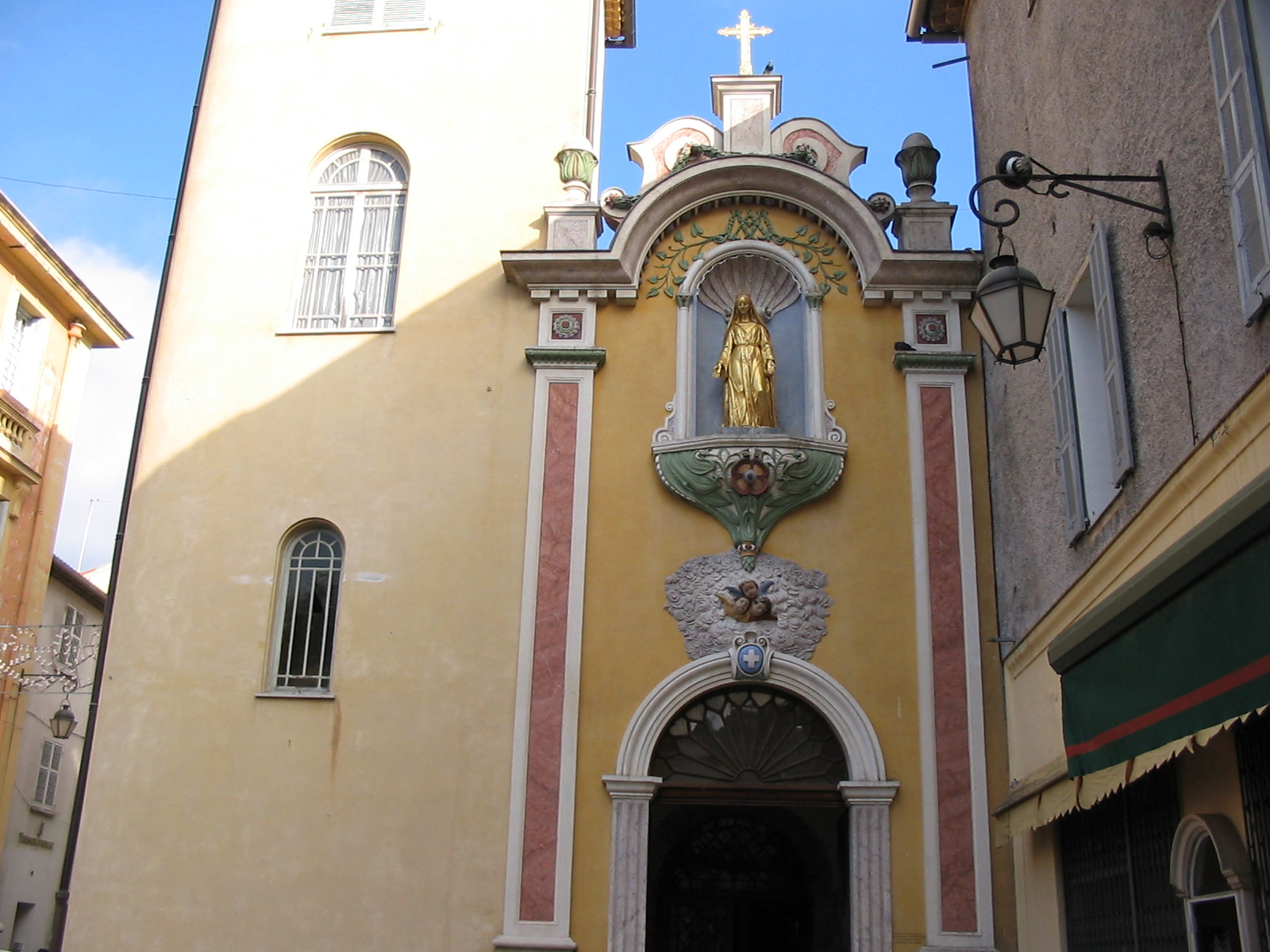
Tour Saint-Lambert
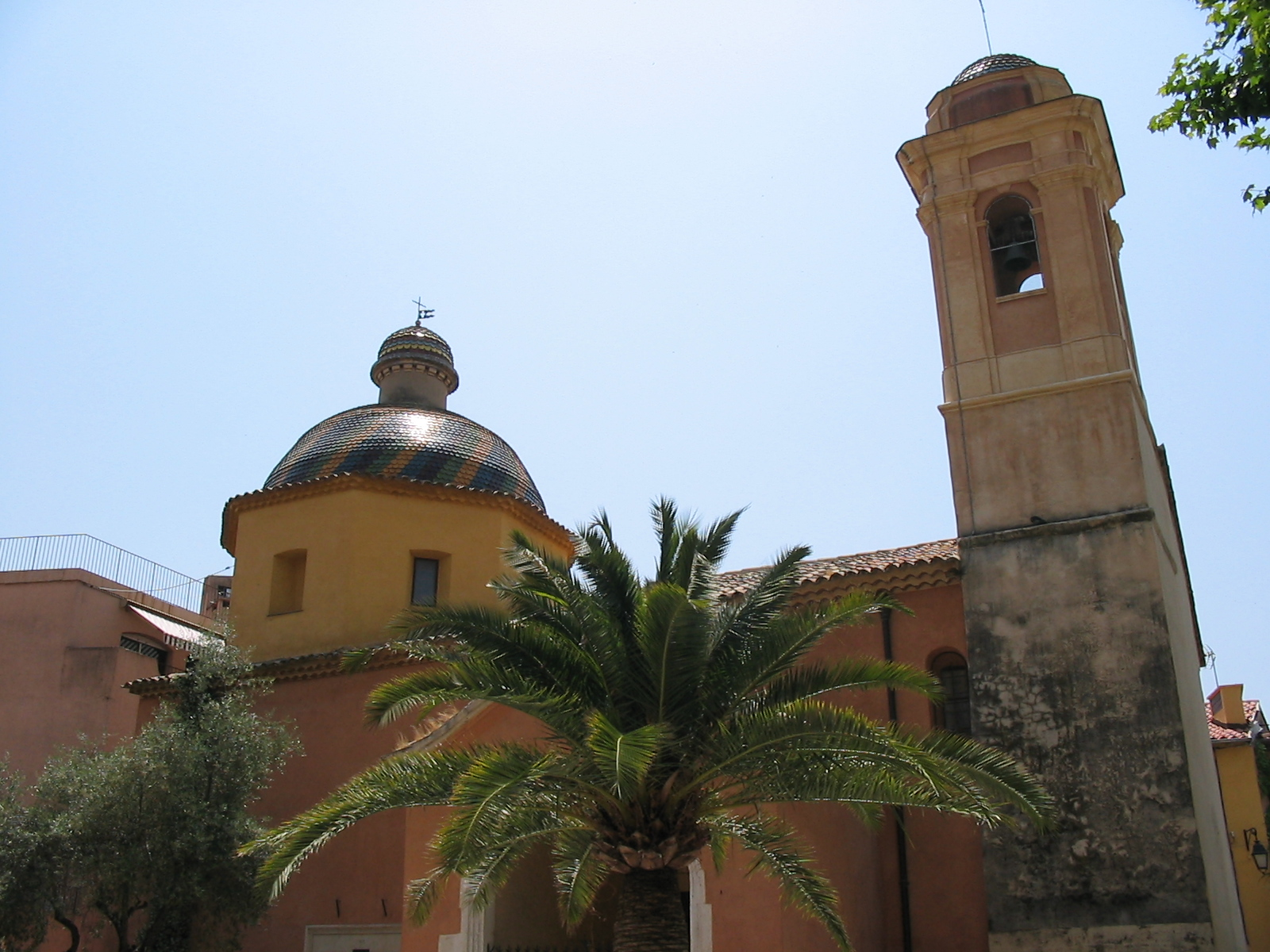
Chapelle de Pénitents Blancs
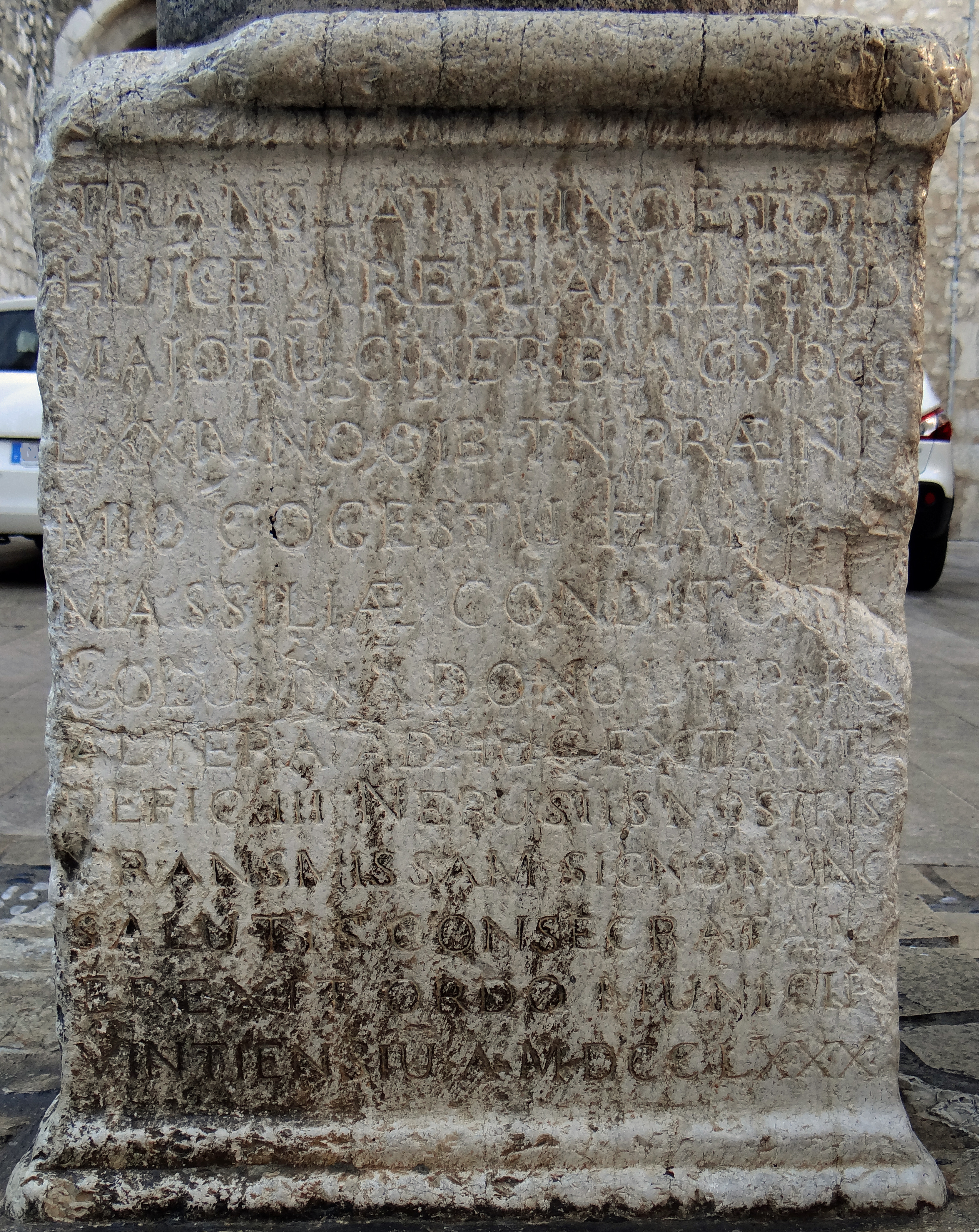
Romeinse inscriptie (Place Godeau)

## Overleden
- D.H. Lawrence (1885-1930), Brits romanschrijver
- René Schickele (1883-1940), Duits-Frans schrijver, essayist en vertaler
- Gyula Károlyi (1871-1947), Hongaars politicus
- Mihály Károlyi (1875-1955), Hongaars politicus, eerste president
- Ida Rubinstein (1885-1960), Russisch ballerina, choreografe, actrice en mecenas
- Célestin Freinet (1896-1966), Frans onderwijzer, ontwikkelde het freinetonderwijs
- Witold Gombrowicz (1904-1969), Pools schrijver
- Bob Willoughby (1927-2009), Amerikaans fotograaf